# Vaccino anti-morbillo
Il vaccino del morbillo è una preparazione liofilizzata di un adatto ceppo vivo attenuato di virus morbilloso che viene utilizzato per indurre immunità attiva contro il morbillo. Il vaccino stimola risposta immunitaria adattativa e fornisce protezione a lungo termine contro la malattia. L'inizio della protezione è lento, ma l'effetto è di lunga durata. Il vaccino è sulla lista dei farmaci essenziali redatta dall'Organizzazione Mondiale della Sanità (OMS). Alla fine degli anni ottanta a causa del morbillo morivano ancora più di un milione di bambini ogni anno. In commercio sono disponibili il vaccino bivalente del morbillo e della parotite e il vaccino trivalente del morbillo, della parotite e della rosolia (cosiddetto vaccino MPR).

## Farmacodinamica
Il virus morbilloso viene coltivato su cellule di embrioni di pollo (provenienti da allevamenti di animali sani ed esenti da leucosi aviaria) o su altre cellule adatte. Durante la preparazione del vaccino al mezzo di coltura possono essere aggiunti adatti antibiotici, alla minima concentrazione efficace. Il vaccino deve essere iniettato immediatamente dopo essere stato ricostituito con un idoneo solvente. Il titolo del virus non deve essere inferiore a 103,0CCID503 (ovvero la quantità di virus che infetta il 50% delle colture cellulari) per ogni singola dose di vaccino. Il vaccino divalente è una preparazione liofilizzata sterile ottenuta da adatti ceppi vivi attenuati di virus del morbillo e da adatti ceppi vivi attenuati di virus della parotite. Anche in questo caso al vaccino può essere aggiunto un adatto agente antimicrobico. Il vaccino trivalente è una preparazione liofilizzata mista contenente adatti ceppi vivi attenuati di virus del morbillo, della parotite (Paramyxovirus parotitidis) e della rosolia. I virus sono coltivati in embrioni di pollo, in cellule di embrioni di pollo o in altre adatte colture cellulari. Il vaccino, a cui non deve essere aggiunto alcun conservante antimicrobico, deve essere ricostituito immediatamente prima dell'uso. Ogni dose deve contenere non meno di 103,0CCID503 di virus infettivi del morbillo, non meno di 103,7CCID503 di virus infettivi della parotite e non meno di 103CCID503 di virus infettivi della rosolia. La preparazione riportata nella U.S. Pharmacopeial Convention (USP) può contenere un adatto agente antimicrobico. Quando viene neutralizzato con un antisiero specifico, il vaccino non è in grado di infettare le colture di cellule sensibili. Quando viene mescolato con una miscela di antisieri specifici dei virus del morbillo, della parotite e della rosolia, il vaccino trivalente non è più in grado di infettare colture di cellule sensibili.

## Usi clinici

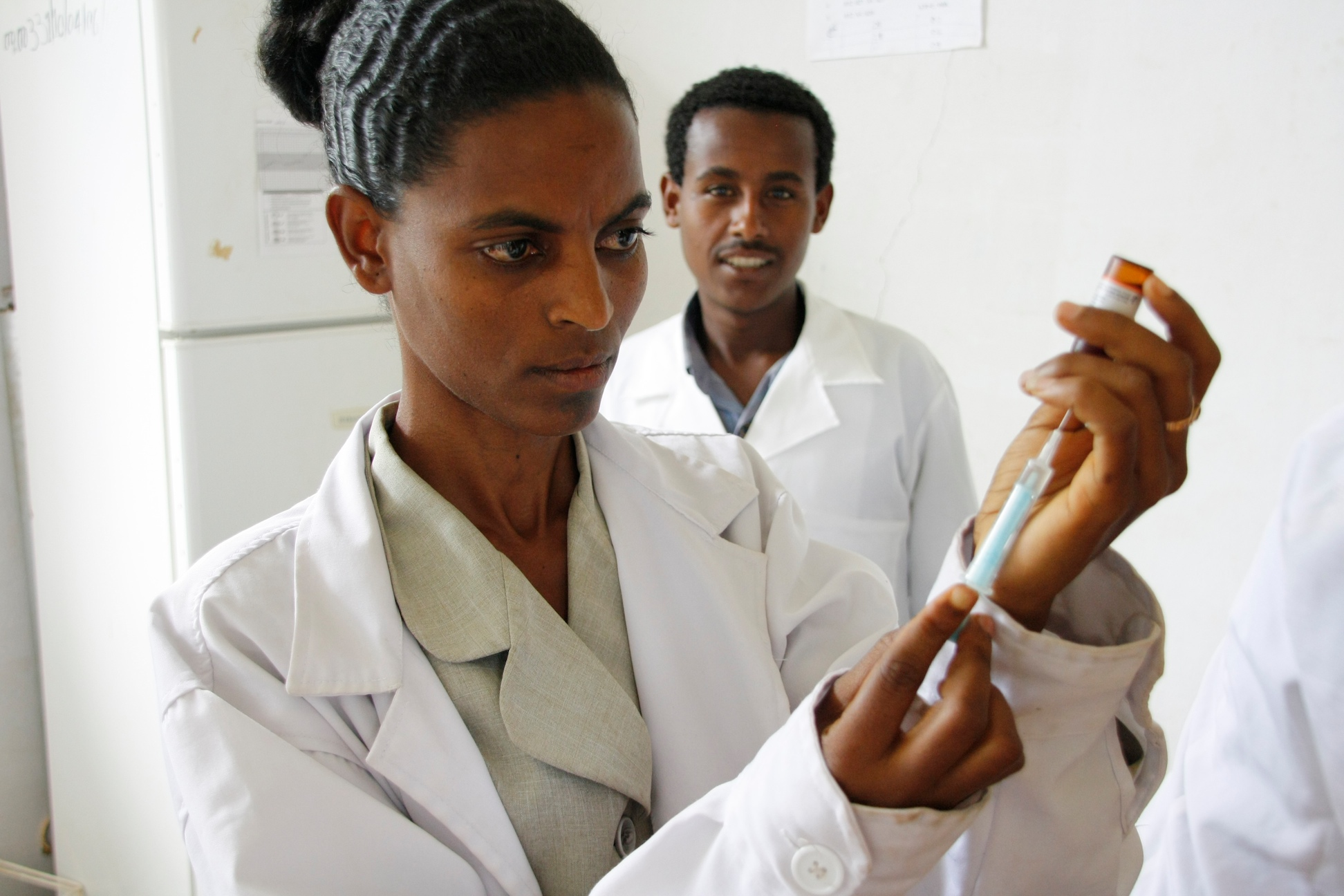
Infermiera etiope prepara una somministrazione del vaccino contro il morbillo

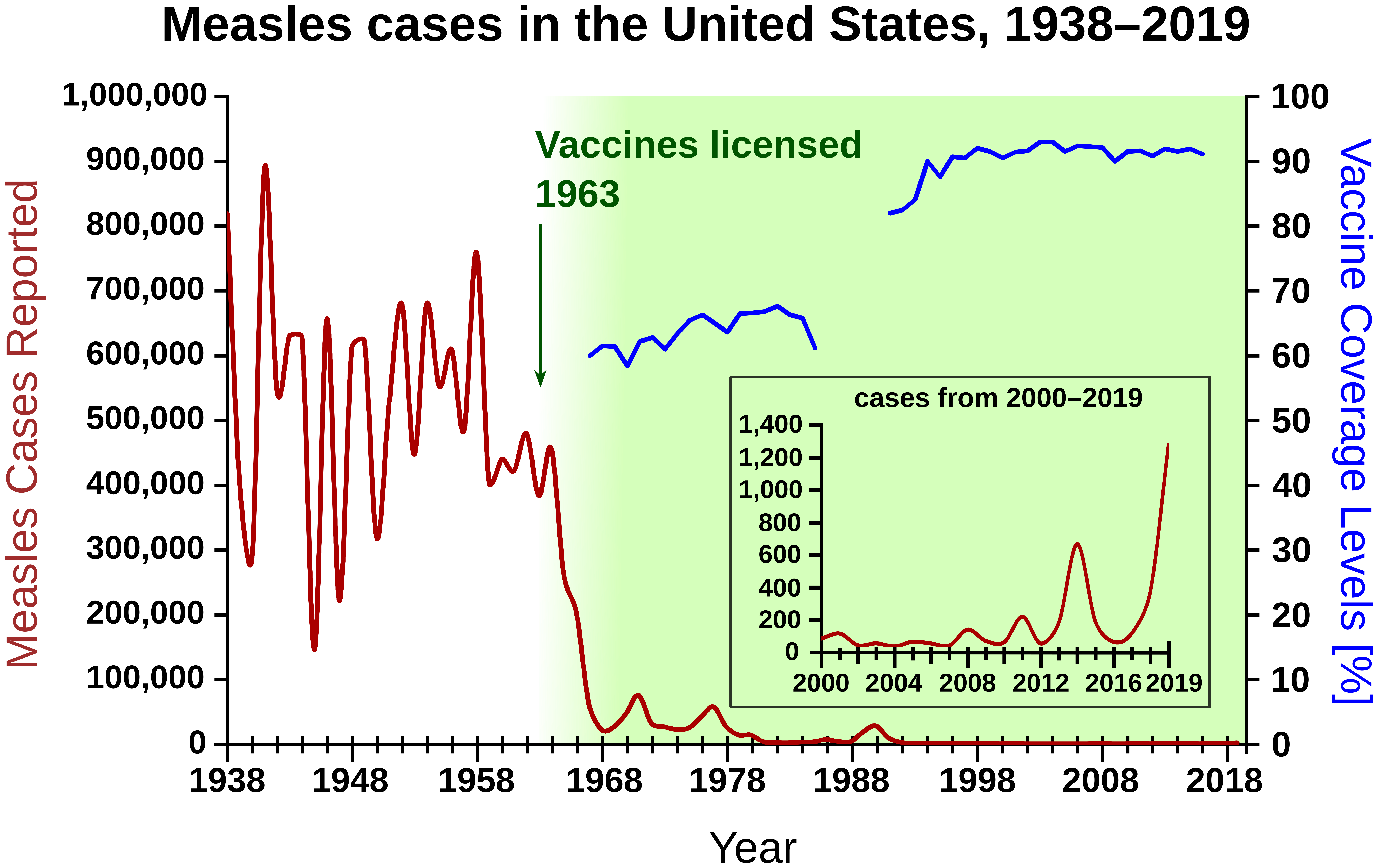
Casi di morbillo riportati negli Stati Uniti prima e dopo l'introduzione del vaccino

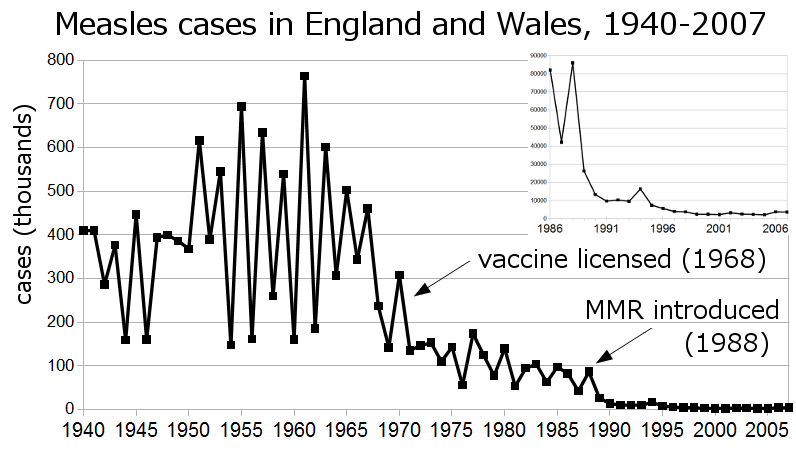
Casi di morbillo in Inghilterra e Galles

Il vaccino del morbillo viene utilizzato per indurre immunità attiva contro il morbillo. In Gran Bretagna e negli USA la vaccinazione di routine contro il morbillo è raccomandata per tutti i bambini durante il secondo anno di vita (si utilizza generalmente il vaccino MPR, ovvero il vaccino trivalente del morbillo, della parotite e della rosolia). Somministrare il vaccino prima di quest'età non appare vantaggioso in quanto gli anticorpi della madre contro il morbillo, acquisiti passivamente dal bambino, possono ostacolare lo sviluppo dell'immunità. Studi recenti sembrano indicare una preferenza della somministrazione del vaccino al quindicesimo mese d'età in quanto nei bambini più piccoli la sieroconversione si svilupperebbe in modo più lento.

## Dosi terapeutiche
Negli Stati Uniti viene consigliata la somministrazione di due dosi di vaccino per quei bambini che vivono in aree dove la trasmissione del morbillo è ricorrente. La prima dose viene somministrata al nono mese d'età come vaccino monocomponente e la seconda circa al quindicesimo mese. Se i bambini vengono vaccinati con la prima dose dopo aver già compiuto l'anno d'età si ricorre al vaccino trivalente. Normalmente la prima dose viene somministrata a 12-18 mesi e la seconda dose viene somministrata in età scolare. Uno studio australiano ha confermato che una singola dose di vaccino morbillo-parotite-rosolia è insufficiente a garantire l'eradicazione del morbillo dalla regione. Un ulteriore studio ha evidenziato che non vi sarebbe alcun vantaggio nel ritardare la vaccinazione fino al compimento dei 15 mesi e che le attuali raccomandazioni per la vaccinazione in età dai 12 ai 15 mesi dovrebbe rimanere. Oggi c'è la tendenza a rivaccinare gli individui esposti in caso di focolaio di morbillo nelle scuole o nei collegi.
In Gran Bretagna vengono impiegati vaccini contro il morbillo preparati sia dal ceppo Schwarz sia dal ceppo Edmonston di Enders, più attenuato. Entrambi sono somministrati alla dose di 0,5 mL (non meno di 1 000 CCID50) per via sottocutanea o intramuscolare.
Nei Paesi in via di sviluppo il vaccino viene normalmente somministrato ai bambini di nove mesi. In alcuni casi è stato somministrato a bambini di sei mesi un vaccino ad alta attività ottenuto da ceppi Edmonston-Zagreb. Il vaccino singolo contro il morbillo può essere impiegato anche a scopo profilattico somministrandolo entro 72 ore dall'esposizione al virus del morbillo. Durante un'epidemia di morbillo la vaccinazione può essere eseguita anche in bambini di età inferiore ai 6 mesi. Tuttavia in tutti coloro che sono stati vaccinati prima di aver compiuto un anno, è opportuno eseguire una nuova vaccinazione all'età normalmente raccomandata. In caso sia richiesto di vaccinare i bambini prima del compimento dell'anno di vita (ad esempio per l'improvvisa necessità di un viaggio non rinviabile in regioni endemiche), una seconda dose di vaccino deve essere somministrata non prima di quattro settimane ed entro tre mesi dopo la prima dose, comunque non dopo il compimento del secondo anno di vita.

## Effetti collaterali e indesiderati
In seguito alla somministrazione del vaccino del morbillo si possono manifestare febbre e rash cutanei. La febbre (39,4 °C o più) generalmente compare 5-10 giorni dopo l'iniezione, perdura per circa 1-2 giorni e talora è accompagnata da crisi convulsive. Possono manifestarsi inoltre coriza, congiuntivite, faringite e tosse. Vi sono state alcune segnalazioni di deficit dell'udito da cause neurosensoriali a seguito della vaccinazione contro il morbillo, sia utilizzando il vaccino monovalente, sia il bivalente (morbillo e rosolia), sia il trivalente (MPR). Molto più raramente sono stati associati all'uso del vaccino effetti più gravi, e in particolare porpora trombocitopenica ed encefalite. A proposito di quest'ultima va ricordato che l'incidenza di encefalite o di encefalopatia a seguito di vaccinazione (frequenza inferiore a 1 ogni 10 milioni di dosi) è decisamente inferiore al tasso di incidenza di panencefalite subacuta sclerosante, una nota complicanza di diverse malattie naturali (frequenza in caso di morbillo: 1 ogni 1 000–2 000 casi; in caso di parotite: 2–4 ogni 1 000 casi; in caso di rosolia circa 1 ogni 6v000 casi).
Nei soggetti che vengono vaccinati contro il morbillo e sono successivamente esposti all'infezione è possibile che si manifesti una sindrome morbillosa atipica, caratterizzata da febbre elevata e da rash atipici (vescicole, papule e piccole emorragie), dolore addominale e polmonite. La prima segnalazione della sindrome risale al 1965 ed era stata descritta in soggetti ai quali era stato somministrato il vaccino inattivato (non più in uso). Tuttavia la sindrome è possibile che si manifesti anche in pazienti immunizzati con vaccino vivo. Non vi sono evidenze mediche che collegano la vaccinazione antimorbillo al verificarsi di autismo.

## Controindicazioni
Una volta ai bambini con un passato di convulsioni o i cui genitori o fratelli presentavano epilessia idiopatica all'anamnesi, si raccomandava la somministrazione contemporanea del vaccino del morbillo e di un'immunoglobulina umana normale diluita in modo particolare; oggi si consiglia che tali bambini vengano vaccinati nello stesso modo dei bambini sani, associando però un adatto trattamento profilattico contro le convulsioni febbrili. Il vaccino non dovrebbe essere somministrato ai bambini con meno di un anno d'età, nei quali gli anticorpi della madre potrebbero diminuire la risposta immunitaria. Il vaccino del morbillo può ridurre temporaneamente la risposta alla tubercolina o ad altri test cutanei.
La somministrazione del vaccino monocomponente e del trivalente è consigliata nei bambini HIV-positivi sintomatici, compresi quelli in AIDS conclamato, poiché non causa gravi effetti collaterali ed evita la morte del bambino per morbillo.

## Precauzioni per la conservazione
Il vaccino del morbillo in forma liofilizzata e il vaccino trivalente devono essere conservati a temperatura compresa tra 2 e 8 °C, evitandone il congelamento. Sia la forma liofilizzata sia il vaccino ricostituito dovrebbero essere protetti dalla luce che può inattivare il virus. In tali condizioni di conservazione sia il vaccino vivo del morbillo sia il vaccino trivalente hanno validità di un anno dalla data dell'ultima determinazione virale.